# آبی تیره (فیلم ۲۰۰۲)
آبی تیره (به انگلیسی: Dark Blue) فیلمی محصول سال ۲۰۰۲ و به کارگردانی ران شلتون است. در این فیلم بازیگرانی همچون کرت راسل، برندن گلیسون، اسکات اسپیدمن، مایکل میشل، لولیتا داویدوویچ، وینگ ریمز، مستر پی، کوراپت، دش میهوک، جاناتان بنکس، گراهام بکل، لولیتا داویدوویچ، مارین هینکل و کندی الکساندر ایفای نقش کرده‌اند.

## خلاصه
تحقیقات دربارهٔ سرقتی که منجر به قتل شده است باعث بروز سلسله اتفاقاتی می‌شود که افسر پلیس لس آنجلس «الدن پری» را وادار می‌کند روشهای خشن خود را زیر سؤال ببرد…